# Flecha Valona 1949
La Flecha Valona 1949 se disputó el 13 de abril de 1949, y supuso la edición número 13 de la carrera. El ganador fue el belga Rik Van Steenbergen. El también belga Edward Peeters y el italiano Fausto Coppi fueron segundo y tercero respectivamente. 

## Clasificación final
| Pos. | Ciclista            | Equipo             | Tiempo   |
| ---- | ------------------- | ------------------ | -------- |
| 1    | Rik Van Steenbergen | Mercier-Hutchinson | 6h20'34" |
| 2    | Edward Peeters      | Garin              | s.t.     |
| 3    | Fausto Coppi        | Terrot             | s.t.     |
| 4    | Pino Cerami         | Bartali            | s.t.     |
| 5    | Marcel De Mulder    | Alcyon-Dunlop      | s.t.     |
| 6    | Roger Gijselinck    | -                  | a 41"    |
| 7    | Louis Caput         | Maino              | a 3'11"  |
| 8    | Maurice Mollin      | Stucchi            | s.t.     |
| 9    | Louison Bobet       | Bianchi            | s.t.     |
| 10   | Jozef Verhaert      | Mercier-Hutchinson | s.t.     |